# Piedras Gordas
Piedras Gordas è un comune (corregimiento) della Repubblica di Panama situato nel distretto di La Pintada, provincia di Coclé. Si estende su una superficie di 137,8 km² e conta una popolazione di 4.164 abitanti (censimento 2010).